# Más que humano
Más que humano es una novela de ciencia ficción de 1953 escrita por Theodore Sturgeon, la cual es un arreglo de una novela corta publicada previamente y la cual se divide en tres partes (El idiota fabuloso, El bebé tiene tres años y Moral). En 1954, la obra fue galardonada con el International Fantasy Award, que también se les daba a las obras de ciencia ficción. Fue nominado en 2004 para el premio "Retro Hugo" del año 1954. El crítico y editor de ciencia ficción David Pringle incluyó esta obra en su libro "Ciencia Ficción: Las 100 mejores novelas".
Simon & Schuster publicaron una versión de novela gráfica de "More than Human" en 1978, titulada "Heavy Metal Presents Theodore Sturgeon's More Than Human". Fue ilustrada por Alex Niño y el guion fue escrito por Doug Moench.

## Introducción
La novela se trata acerca de seis personas extraordinarias que son capaces de mezclar-unir sus habilidades juntos, actuando como un solo organismo. Su idea es avanzar hacia un estado maduro de «gestalt» llamada la «gestalt homo»", el siguiente paso en la evolución humana.

## Argumento

### El idiota fabuloso
Esta primera parte de la novela, narra el nacimiento de la Gestalt. En un principio, se presenta el mundo de Lone, denominado el "idiota", un hombre de 25 años, con una capacidad telepática y que vive en la calle. Él sabe que la gente puede hacer lo que él quiera, pero nunca ha sentido conexión humana real. Un día se encuentra con Evelyn Kew, una chica inocente que ha sido completamente sobreprotegida por la tutela de su dominante padre. Ella es la primera persona con la que Lone se ha podido conectar mental y físicamente, pero el padre de Evelyn se entera de la relación y mata a Evelyn, para luego suicidarse. Durante el incidente, Lone apenas alcanza a escapar de la paliza del padre de Evelyn, y sangrando casi muerto, logra llegar y ser adoptado por los Prodd, una pobre pareja de agricultores, con los cuales vive aproximadamente 7 años.
Tiempo después, la señora Prodd queda embarazada y su marido le pregunta a Lone sobre si debe irse, pero al parecer este decide irse por cuenta propia. Mientras tanto Lone construye un refugio en el bosque y se une a tres niños fugitivos: Janie, de ocho años, con capacidades de telequinesis y las gemelas Bonnie y Beanie, las cuales no hablan pero poseen la capacidad de teletransportarse. Lone al volver a la granja encuentra a la señora Prodd muerta después de dar a luz a un bebé mongólico. El señor Prodd, que no ha admitido la muerte de su esposa por ser demasiado dolorosa, sufre un abatimiento extremo y tiene abandonadas las tareas de la finca. Como su viejo camión se ha atascado en el campo, lo tiene abandonado, pero Lone pregunta al bebé cómo reflotarlo, y este le indica cómo construir una máquina antigravedad para disminuir su peso y recuperar su utilidad.
Lone adopta al bebé, que tiene una capacidad mental extraordinaria y piensa como un computador. Juntos, Lone, Janie, las gemelas y el bebé formarían lo que se pasaría a llamar como el "Homo Gestalt".

### El bebé tiene tres años
En esta segunda parte de la novela, la cual se produce varios años después de la primera, Gerry Thompson, un niño de la calle que ha crecido bajo abusos y es probablemente psicópata, decide escapar del orfanato, y es recogido por Lone. Luego de la muerte de Lone en un accidente, Gerry se convierte en el líder de la gestalt. Lone había dado instrucciones a los niños de buscar a la hermana de Evelyn, Alicia, en el momento en el que Lone muriera. Así los niños son educados y alimentados bajo el cuidado de Alicia. Sin embargo, Gerry se entera de que la domesticación y la normalización han debilitado a la gestalt. Entonces Gerry mata a Alicia y el grupo regresa a vivir solo en el bosque. 
En todo caso las habilidades telepáticas de Gerry son más fuertes que las de Lone. Padece amnesia, causada por Alicia, después de haber transmitido accidentalmente sus recuerdos a la mente de él cuando se conocieron, provocada por una reacción emocional al oír las palabras «"el bebé tiene tres años"». Aprende sobre toda su vida incluyendo la relación con Lone, en unos pocos segundos. Pero después de ser ayudado por un psiquiatra, Gerry borra la memoria del psiquiatra sobre su persona.

### Moral
La tercera y última parte de la novela también se produce años después de la parte anterior. El teniente Hip (Hipócrates) Barrows es un talentoso ingeniero que trabajaba en la Fuerza Aérea de los Estados Unidos hasta que un incidente produce su encarcelamiento y posteriormente su traspaso a un manicomio, y posteriormente en la cárcel. Janie, ya adulta se hace amiga de Hip y le ayuda a recuperar la salud. Poco a poco se acuerda de lo que había sucedido en el incidente, descubre algunos efectos extraños sobre un arma antiaérea. Algunos proyectiles disparados no estallaban en el momento adecuado. Barrows hizo pruebas magnéticas y descubrió la máquina antigravedad, todavía en el viejo camión oxidado cerca de la granja de los Prodd, que ha pasado a ser campo de tiro.
Gerry se entera de la investigación de Hip y se hace pasar por un soldado para asistir a Hip, lanzando la máquina antigravedad al espacio y evitando que Barrows la salvara. Luego, con ataques mentales, hace que Hip parezca un loco, lo que le conduce a un colapso mental y amnesia. Gerry hizo esto porque el bebé le dijo que el descubrimiento de una máquina antigravedad daría lugar a una terrible guerra o al colapso de la economía mundial. Finalmente Gerry quiere enloquecer a Hip y se enfrentan, convirtiéndose este último en la última parte de la Gestalt, su conciencia.

## Crítica y opinión
El crítico del New York Times Villiers Gerson sitúa la novela entre lo mejor del año, y elogió su «prosa poética en movimiento y una razón de ser profundamente examinada». Por otro lado Groff Conklin describe la obra como «una obra maestra de la invención... escrita en una prosa única que aún tiene individualidad pancromática y poética». P. Schuyler Miller eligió esta novela como una de las mejores del año, diciendo que Sturgeon «tiene la poesía de Bradbury y un estilo que no tiene que correr de el».
En su columna «Libros» de Fantasía y Ciencia ficción, Damon Knight seleccionó la novela de Sturgeon como uno de los 10 mejores libros de ciencia ficción de la década de 1950